# Benjamin Steinbruch
Benjamin Steinbruch (Rio de Janeiro, 28 de junho de 1953) é um administrador, Investidor, banqueiro e empresário brasileiro, de origem judaica.

## Biografia

### Formação acadêmica
Ex-aluno do Colégio Rio Branco, formou-se em Administração pela Fundação Getulio Vargas (FGV).

### Empresas próprias e cargos ocupados
Herdeiro de um dos fundadores do Grupo Vicunha, maior grupo têxtil da América Latina, Banco Fibra e Equity Brasil Capital, ocupou também a posição de gestor executivo no Banco Safra.

#### Aquisições
Ao longo da década de 1990 liderou a Vicunha na expansão dos negócios para além do setor têxtil e na participação da Vicunha na compra da  Companhia Siderúrgica Nacional (CSN) e no consórcio que adquiriu o controle da Companhia Vale do Rio Doce, entre outras.

### Patrimônio
Atualmente, a sua fortuna é estimada em R$980 milhões.

### No desporto
Um de seus cavalos, Quari Bravo, já foi campeão do GP São Paulo.É o atual presidente do Jockey Club de São Paulo.

## Vida pública
É filiado, desde abril de 2018, ao PP, no que se desenhava como um passo a uma possível colocação de seu nome como candidato a vice-presidente na chapa com o pedetista Ciro Gomes para as eleições de 2018, o que acabou não se concretizando.